# باد وحشی است
باد وحشی است (به انگلیسی: Wild Is the Wind) فیلمی به کارگردانی جرج کیوکر محصول سال ۱۹۵۷ است. آنا مانیانی موفق شد برای بازی در این فیلم جایزه خرس نقره‌ای هشتمین جشنواره بین‌المللی فیلم برلین را از آنِ خود کند.